# Georg Hoffmann
Pour les articles homonymes, voir Hoffmann.
Georg Hoffmann (1880-1947) est un plongeur et nageur allemand. Il a participé aux Jeux olympiques d'été de 1904 où il a remporté deux médailles d'argent et aux Jeux olympiques intercalaires de 1906.

## Palmarès
- Jeux olympiques d'été de 1904 à Saint-Louis (États-Unis) :
  -  Médaille d'argent en plongeon
  -  Médaille d'argent en 100 yards dos
  - 4e en 440 yards brasse

- Jeux olympiques intercalaires de 1906 à Athènes (Grèce) :
  -  Médaille d'argent en plongeon